# Angelina Simakova
Angelina Alekseevna Simakova (em russo: Ангелина Алексеевна Симакова, 26 de agosto de 2002) é uma ginasta artística russa. Ela reside em Obninsk, Rússia, e é treinada por Irina Kolobova. Ela é a campeã nacional russa de 2019 e a medalhista de prata nacional russa de 2018. Internacionalmente, ela foi membro das equipes russas que ganharam ouro no Campeonato Europeu de Ginástica Artística de 2018 e prata no Campeonato Mundial de Ginástica Artística de 2018.

## Carreira

### 2018
Em abril, Simakova fez sua estreia internacional sênior na Copa do Mundo de Tóquio, onde terminou em quarto lugar atrás de Mai Murakami do Japão, Trinity Thomas dos Estados Unidos e Melanie de Jesus dos Santos da França. Mais tarde naquele mês, ela competiu no Campeonato Nacional Russo, onde ganhou a prata atrás de Angelina Melnikova na prova geral. Além disso, ela ganhou prata no solo, mais uma vez atrás de Melnikova, e ficou em quinto lugar no salto e em quarto nas barras assimétricas. Em julho, ela competiu na Copa da Rússia, onde ficou em quarto lugar na prova geral, atrás de Melnikova, Anastasia Ilyankova e Viktoria Komova. Ela ficou em primeiro lugar no solo, oitavo no salto e pegou o bronze nas barras assimétricas.
Em 20 de julho, Simakova foi nomeada para a equipe russa para competir no Campeonato Europeu de Ginástica Artística de 2018, ao lado de Angelina Melnikova, Irina Alexeeva, Lilia Akhaimova e Uliana Perebinosova. Juntas, elas ganharam o ouro na final por equipes.
Em 29 de setembro, Simakova foi nomeada na equipe nominativa para competir no Campeonato Mundial de Ginástica Artística de 2018 em Doha, Qatar, ao lado de Lilia Akhaimova, Irina Alexeeva, Angelina Melnikova e Aliya Mustafina. Em 17 de outubro, a equipe do mundial foi oficialmente anunciada e permaneceu inalterada em relação à equipe nominativa. Embora Simakova originalmente planejasse competir em todos os quatro eventos nas qualificações, ela só competiu no salto, nas barras assimétricas e na trave de equilíbrio depois de machucar o tornozelo. Durante as qualificações, embora ela tenha marcado um 0 em seu salto depois de bater, a Rússia ainda se classificou para a final de equipes em segundo lugar. Durante a final das equipes, Simakova só competiu na trave, onde ajudou a Rússia a ganhar a medalha de prata atrás dos Estados Unidos.

### 2019
Em março, Simakova venceu a prova geral no Campeonato Nacional Russo. Com o resultado, ela foi escolhida para competir no Campeonato Europeu de Ginástica Artística de 2019 ao lado de Angelina Melnikova, Maria Paseka e Anastasia Ilyankova. Mais tarde, em março, Simakova competiu no EnBW DTB-Pokal Tem Challenge em Stuttgart, onde ajudou a Rússia a ganhar a medalha de prata na final por equipes. Individualmente, ela ficou em quinto lugar na prova geral. Após uma performance abaixo do esperado, Simakova foi substituída por Aliya Mustafina na equipe do Campeonato Europeu. Ela foi adicionada de volta à equipe Euros depois que Mustafina se retirou.
No Campeonato Europeu, ela conseguiu a qualificação para a final geral em décimo sexto lugar e foi a primeira reserva para a final da trave. Durante a final geral, Simakova terminou em nono lugar depois de cair duas vezes.
Em agosto, Simakova competiu na Copa da Rússia. Após dois dias de competição ela terminou em sexto na competição geral. Logo após a conclusão da Copa da Rússia, Simakova foi nomeada para a equipe nominativa para o Campeonato Mundial de 2019 ao lado de Angelina Melnikova, Daria Spiridonova, Lilia Akhaimova e Aleksandra Shchekoldina. Mais tarde, ela ficou ferida durante o campo de treinamento e foi substituída por Maria Paseka.